# Pleurona
Pleurona là một chi bướm đêm thuộc họ Erebidae.